# Estrid Sigfastsdotter
Estrid Sigfastsdotter (nórdico antiguo: Ástríðr) fue una matriarca (ringkvinna) de la Era vikinga identificada gracias a las piedras rúnicas de Jarlabanke y otras estelas, hacia 1020 y 1080, y yacimientos arqueológicos en Täby, Suecia. Fue una de las primeras personas de confesión cristiana, uno de los primeros miembros del influyente clan familiar de Jarlabanke en la región.

## Yacimiento arqueológico de Täby
El esqueleto de Estrid es uno de los tres más antiguos encontrados en los yacimientos de Broby bro en Täby en 1995, un cementerio hasta entonces desconocido cerca de un puente. Su tumba fue descubierta por un arqueólogo que controlaba la construcción de una carretera donde previamente ya se había encontrado el túmulo de su marido Östen (Eysteinn) y uno de sus hijos.
Los arqueólogos encontraron los esqueletos de un anciano, una mujer adulta y un muchacho de unos diez años de edad cuando fue enterrado. Por las pistas encontradas en las estelas rúnicas, se llegó a la conclusión que era el cementerio familiar de los Jarlabanke y que la mujer se trataba de Estrid.

## Piedras rúnicas

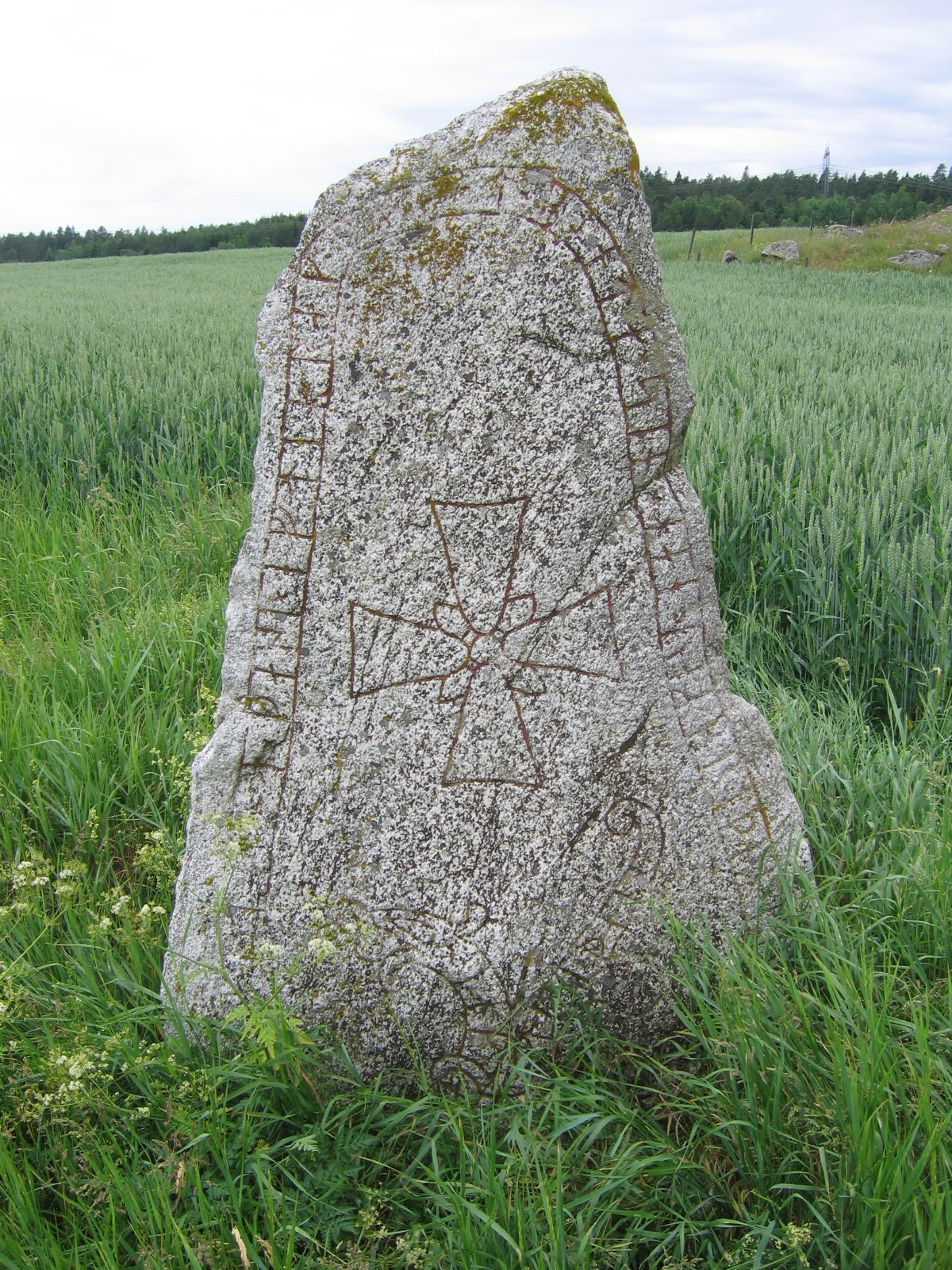
Piedra rúnica U 329 de Snåttsta.

Estrid también se menciona expresamente en las piedras rúnicas sobre Grecia:
- U 136 :

Ástríðr mandó erigir estas piedras en memoria de Eysteinn, su marido, que atacó Jerusalén y encontró su final en Grecia.
y Piedras rúnicas de Broby bro:
- U 137 :

Eysteinn y Ástríðr erigieron estas piedras en memoria de(?)/Gagr(?), su hijo.
Estrid aparece citada en la estela rúnica U 329, obra del erilaz llamado Fot, donde se cita a un hermano y posiblemente su lugar de nacimiento, en Snåttsta, así como sus dos matrimonios, el primero con Eysteinn y un segundo enlace con Ingvar, un vikingo de Harg.

## Vida
Se ha reconstruido el perfil de Estrid por las evidencias arqueológicas, pese a ciertas lagunas, aunque se considera una versión bastante cercana a la realidad.
Estrid nació en la hacienda de Snåttsta, y era hija de un importante caudillo llamado Sigfast, muy próximo al rey Olaf Skötkonung. Se casó muy joven con Eysteinn y vivió en Broby bro, y allí tuvo varios hijos; su primogénito llamado Gag, murió a los cuatro o cinco años de edad. Eysteinn y algunos de sus hijos viajaron a Jerusalén, pero murieron en Grecia, sus estelas se levantaron en Broby bro (junto al cementerio encontrado junto a la carretera) cuando Estrid era una viuda de treinta años. Muy pronto volvió a casar con Ingvar de Harg (cerca de la actual Skånela), también viudo, con quien vivió una próspera vida y con quien también tuvo descendencia. Ingvar murió cuando Estrid cumplió cincuenta años y se desplazó a Såsta desde donde su hijo Ingefast dominaba la región. 
Según las estelas rúnicas, Estrid viajó al sur de Europa de peregrinación; la historia se corrobora con vestigios de su viaje que se conservan en la abadía benedictina de la isla de Reichenau. Por entonces ya tenía entre 60 o 75 años y llegó a ser una mujer muy influyente en su distrito.